# Векилов, Мансур Фахри оглы
Мансур Векилов (азерб. Mənsur Vəkilov; 7 сентября 1939, Баку — 21 октября 2008, там же) — советский и азербайджанский поэт, переводчик, сценарист и журналист. Заслуженный деятель искусств Азербайджана (2003).

## Биография
Родился в 1939 году в Баку. Из известного дворянского рода Векиловых.
В 1961 году окончил филологический факультет Азербайджанского государственного университета. Работал в газете «Молодёжь Азербайджана».
Учился на высших сценарных курсах ВГИК. Работал в русскоязычном журнале «Литературный Азербайджан», с 1991 года — его главный редактор.
Умер в 2008 году в Баку, похоронен на Аллее почётного захоронения.

### Семья
Отец — Фахри Векилов (1916—1987), министр здравоохранения Азербайджанской ССР (1963—1970).
Дети:
- Маммадрза (р. 1964)
- Рена (р. 1971).

## Творчество
В печати дебютировал в 1958 году — в журнале «Литературный Азербайджан». Автор сборников стихов на русском языке: «Стихи», «Плеск весла», «Последнее признание», «Сегодня ещё не поздно», «Лирика» и других.
Его стихи переведены на украинский, грузинский, латышский, французский, немецкий, английский языки.
Перевёл на русский язык повести и рассказы азербайджанских писателей Сулеймана Рагимова, Мехти Гусейна, Акрама Айлисли, поэмы и стихи Бахтияра Вагабзаде, Али Керима, Фикрета Годжи, Вагифа Самедоглы.

## Награды и признание
- Орден «Знак Почёта».
- Заслуженный деятель искусств Азербайджана (27 января 2003 года) — за заслуги в развитии азербайджанской литературы и культуры[1].
- Почётная грамота Верховного Совета Азербайджанской ССР.
- международная премия «Хумай».
- Юбилейная Пушкинская медаль (1999 год)[2].
- Персональная пенсия Президента Азербайджанской Республики (15 мая 2006 года)[3].